# Svarttjärnen (Frostvikens socken, Jämtland, 715871-147241)
Svarttjärnen är en sjö i Strömsunds kommun i Jämtland och ingår i Ångermanälvens huvudavrinningsområde. Sjön har en area på 0,0642 kvadratkilometer och ligger 498,9 meter över havet.

## Delavrinningsområde
Svarttjärnen ingår i det delavrinningsområde (715973-147250) som SMHI kallar för Utloppet av Bergvattnet. Medelhöjden är 467 meter över havet och ytan är 7,14 kvadratkilometer. Räknas de 4 avrinningsområdena uppströms in blir den ackumulerade arean 12,88 kvadratkilometer. Bergvattensbäcken som avvattnar avrinningsområdet har biflödesordning 5, vilket innebär att vattnet flödar genom totalt 5 vattendrag innan det når havet efter 259 kilometer. Avrinningsområdet består mestadels av skog (70 procent). Avrinningsområdet har 2,12 kvadratkilometer vattenytor vilket ger det en sjöprocent på 29,7 procent.